# Nikolai Iljitsch Romanow
Nikolai Iljitsch Romanow (russisch Николай Ильич Романов; * 15. Juli 1867 in Moskau; † 17. Juni 1948 ebenda) war ein russischer Kunsthistoriker und Museumsdirektor.

## Leben
Romanow studierte an der historisch-philologischen Fakultät der Moskauer Universität. Seit 1900 lehrte er dort am Lehrstuhl für Kunstgeschichte und -theorie.
Romanow war als Nachfolger von Wladimir Giazintow von 1923 bis 1928 Museumsdirektor des Puschkin-Museums in Moskau. Ihm folgte im Amt als Museumsdirektor Fjodor Iljin.

## Werke (Auswahl)
- Rembrandt, Moskau, 1904
- A. A. Ivanov und die Bedeutung seiner Arbeit, Moskau, 1907
- Geschichte der italienischen Kunst (Erste Hälfte des 15. Jahrhunderts), Moskau, 1909
- Museum der Schönen Künste in Moskau, 1909
- Einführung in die Kunsttheorie, Moskau, 1915 (Zweite Ausgabe – Moskau, 1917)
- Lokale Museen und wie man sie arrangiert, Moskau, 1919
- Raffaels Werke in Russland, Moskau, 1922
- Kunst von Belgien. Schätze der Malerei, Moskau, 1923
- Rafael, Moskau – Leningrad, 1946

## Auszeichnungen und Preise (Auswahl)
- 1945: Leninorden